# Галичина (футбольний клуб, Львів)
«Галичина» — аматорський футбольний клуб з міста Львова. Виступав у чемпіонаті ААФУ 2007 року, учасник Кубка України 2007/2008 років. Фіналіст Кубка України серед аматорів 2008 року. Одна з найкращих футбольних дитячо-юнацьких академій Львова.

## Історія
У 2007 році на базі клубу «Карпати» (Кам'янка-Бузька) була створена команда під назвою «Галичина» (Львів). Нова команда стала правонаступницею «Карпат» (Кам'янка-Бузька), зайняла її місце в чемпіонаті Львівської області, успадкувала кубок України серед аматорських команд, а також місце в розіграші наступного аматорського чемпіонату та Кубку.

## Досягнення
- аматорський кубок України
  -  Фіналіст (1): 2008

- Чемпіонат Львівської області
  -  Срібний призер (2): 2007, 2008

- Меморіал Ернеста Юста
  -  Чемпіон (1): 2008